# Google Guava
Guava est un ensemble de bibliothèques open source en Java, principalement développé par les ingénieurs de Google.

## Introduction
Les bibliothèques Guava peuvent être divisées en trois domaines : utilitaires de base pour faciliter le travail d'implémentation du code Java, une extension de Java collections framework (en) (JCF), anciennement appelé Google Collections Library, et d'autres outils fournissant des fonctionnalités pratiques et avantageuses comme la programmation fonctionnelle, la gestion du cache, des immutables et du hachage.
La création et l'architecture des composants de Guava ont été en partie motivées par les génériques, introduits dans le JDK 1.5. Bien que les génériques améliorent la productivité des programmeurs, la norme JCF ne fournit pas suffisamment de fonctionnalités, et son complément Apache Commons Collections n'a pas adopté les génériques afin d'assurer la compatibilité descendante. Ce fait a conduit les deux ingénieurs Kevin Bourrillion et Jared Levy à développer une extension de JCF, qui fournit des classes génériques supplémentaires tels que les multisets, multimaps, bimaps et collections immuables.
La conception de la bibliothèque et son code ont été étudiés et révisés par Joshua Bloch (en), le concepteur originel du Java collections framework, et Doug Lea (en), un des concepteurs principaux des services de contrôle d'accès concurrents dans le JDK.
En avril 2012, Guava se classe douzième bibliothèque Java la plus populaire, à côté des projets Apache Commons et quelques autres.
Une analyse effectuée en 2015 place Guava en quatrième position des bibliothèques les plus utilisées par les projets les plus populaires du site GitHub. Elle est en troisième position en 2016.